# Aramil

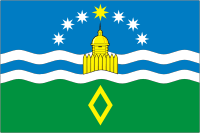
Bandeira de Aramil

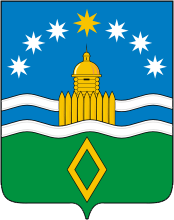
Brasão de Armas

Aramil (russo: Арами́ль) é uma cidade na oblast de Sverdlovsk, localizada às margens do rio Iset (bacia do Rio Ob), 25 km a sudeste de Ekaterimburgo. Sua população é de 15.076 habitantes. 
Foi fundada em 1675 como uma sloboda perto da nascente do rio Aramil, alcançando o status de cidade em 1966.